# Terra de Nuremberga
Terra de Nuremberga (português europeu) ou de Nurembergue (português brasileiro) (em alemão:  Nürnberger Land é um distrito da Alemanha, na região administrativa da Média Francónia, estado de Baviera. Com uma área de 800,09 km² e com uma população de 169 031 habitantes (2004).

## Cidades e Municípios
- Cidades:

1. Altdorf
2. Hersbruck
3. Lauf an der Pegnitz
4. Röthenbach
5. Velden

- Municípios:

1. Alfeld
2. Burgthann
3. Engelthal
4. Feucht
5. Happurg
6. Hartenstein
7. Henfenfeld
8. Kirchensittenbach
9. Leinburg
10. Neuhaus
11. Neunkirchen am Sand
12. Offenhausen
13. Ottensoos
14. Pommelsbrunn
15. Reichenschwand
16. Rückersdorf
17. Schnaittach
18. Schwaig
19. Schwarzenbruck
20. Simmelsdorf
21. Vorra
22. Winkelhaid